# California State Prison, Corcoran

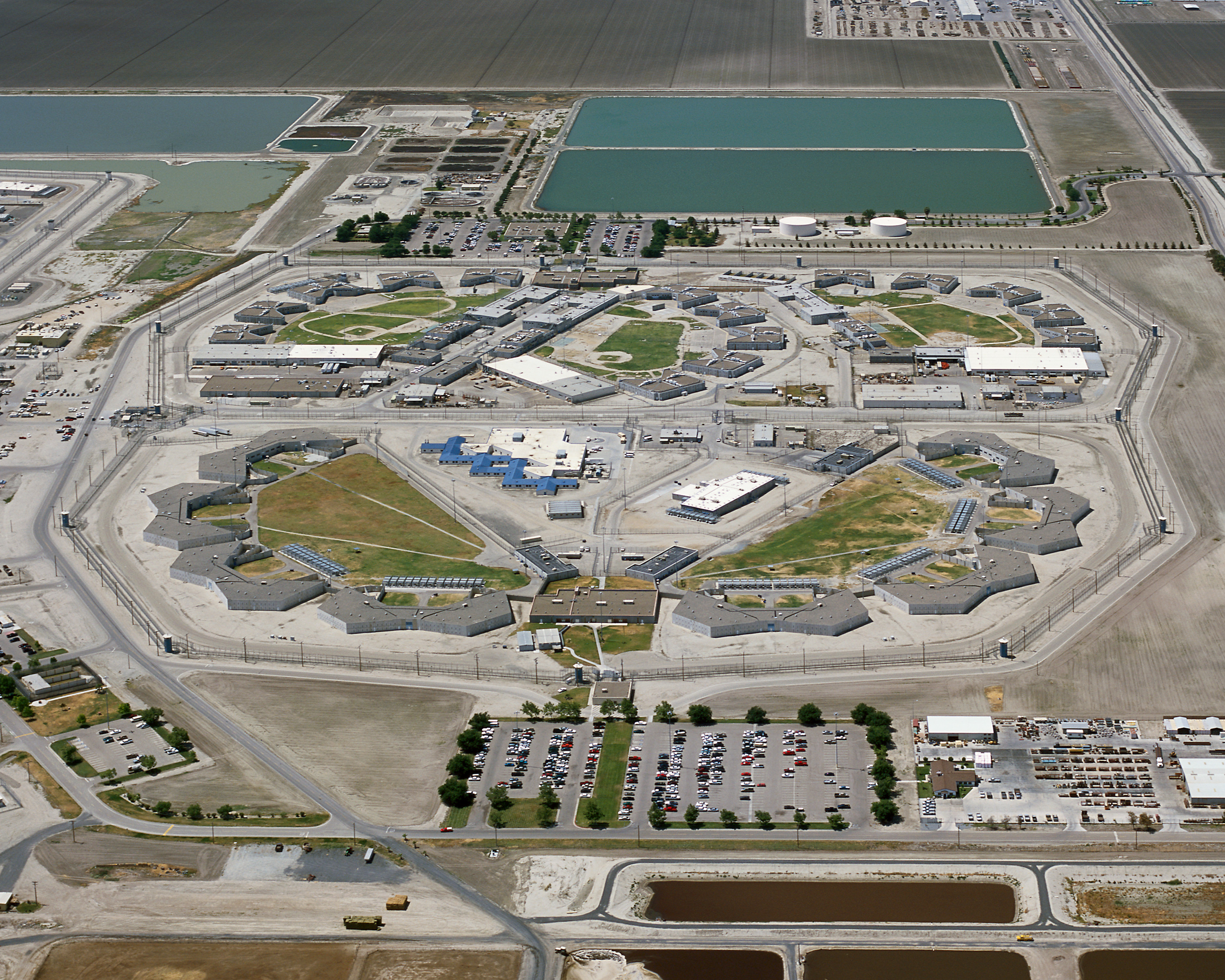
Luchtfoto van het gevangeniscomplex

California State Prison, Corcoran, ook Corcoran State Prison of Corcoran I genoemd en afgekort tot CSP-COR of COR, is een gevangenis van de Amerikaanse staat Californië in het stadje Corcoran (Kings County). Het is een gevangenis uitsluitend voor mannen. Ze ging open in 1988 en huisvest zo'n 4600 gevangenen, wat neerkomt op 148% van de voorziene capaciteit.
In Corcoran is een nog een tweede gevangenis, de California Substance Abuse Treatment Facility and State Prison, Corcoran, ook Corcoran II genoemd.

## Bekende gevangenen
Huidige gevangenen
- Juan Corona (1934), seriemoordenaar (sinds 1992 in Corcoran)
- Dana Ewell (1971), man die zijn familie liet vermoorden
- John Albert Gardner III (1979), moordenaar van Amber Dubois en Chelsea King
- Phillip Garrido (1951), verkrachter en kidnapper die Jaycee Lee Dugard 18 jaar lang opgesloten hield
- Charles Manson (1934-2017), sekteleider en moordenaar (sinds 1989 in Corcoran)
- Mikhail Markhasev, moordenaar van Ennis Cosby

Voormalige gevangenen
- Joe "Pegleg" Morgan (1929-1993), leider van de Mexicaanse maffia
- Sirhan Sirhan (1944), moordenaar van Robert F. Kennedy (nu in Richard J. Donovan Correctional Facility)
- Joe Son (1970), gevechtskunstenaar en acteur die veroordeeld werd voor verkrachting en marteling (nu in Salinas Valley State Prison)